# Ontpolderen
Ontpolderen is een poldergebied de status van polder ontnemen.
Aan de kust kan een polder prijs gegeven worden aan de zee of een zeearm, zodat het gebied weer de invloed ondergaat van de getijden. Men kan zo bijvoorbeeld de komberging van een zeearm vergroten en daarmee de kans op hoge stormvloedstanden, vooral in het stroomopwaarts gelegen gebied, enigszins verkleinen. Men bereikt dit door het landwaarts verleggen van een dijk of dam waardoor het gebied weer onderdeel is van het getijdensysteem van de zee. De polder zal daardoor veranderen in een schorren- en slikkengebied.  Een geruchtmakend voorbeeld zijn de plannen in Nederland om de Hertogin Hedwigepolder tussen 2016 en 2019 om te vormen tot zo'n gebied om de Westerschelde meer ademruimte te geven en verloren gegane natuurwaarden te compenseren.
Eerdere generaties waterbouwkundigen zijn opgeleid met de stelregel dat kustverkorting de beste maatregel is om overstromingen in het kustgebied te voorkomen.
Ook in het binnenland laat men soms polders opnieuw deel uitmaken van het systeem van oppervlaktewateren. Soms in het kader van het scheppen van nieuwe natuur of in het kader van veiligheid (Ruimte voor de rivier), maar het kan ook gebeuren in verband met het ontwikkelen van woon- en recreatieprojecten. Een bekend voorbeeld van dat laatste is de Blauwe stad in Groningen.